# Xã Normal, Quận McHenry, Bắc Dakota
Xã Normal (tiếng Anh: Normal Township) là một xã thuộc quận McHenry, tiểu bang Bắc Dakota, Hoa Kỳ. Năm 2010, dân số của xã này là 66 người.